# Templo de Fides
O Templo de Fides ou Templo da Fé (em latim: Aedes Fidei) era um templo menor no monte Capitolino, em Roma, dedicado à deusa romana Fé (Fides), patrona das relações diplomáticas. Ficava na porção sul da área capitolina, imediatamente ao sul do Templo de Ops na grande praça que se abria em frente ao Templo de Júpiter Ótimo Máximo. Foi dedicado (e, presumivelmente, construído) por Aulo Atílio Calatino em 254 ou 250 a.C. e restaurado e rededicado por Marco Emílio Escauro em 115 a.C..

## História
Restos encontrados perto da igreja de Sant'Omobono (incluindo fragmentos de colunas, parte de um pódio e uma grande cabeça feminina em mármore, provavelmente do acrotério do templo) eram, antigamente, identificados como sendo originárias do Templo de Ops, mas são atualmente atribuídos Templo de Fides por causa da descoberta de uma inscrição bilíngue (latim e grego) e de fragmentos de tratados entre o Senado Romano e a Ásia Menor.